# Quecksilber(II)-bromid
Quecksilber(II)-bromid ist eine chemische Verbindung aus der Gruppe der Bromide und Quecksilberhalogenide.

## Gewinnung und Darstellung
Quecksilberbromid kann direkt aus den Elementen in Gegenwart von Wasser oder durch Reaktion von Quecksilber(I)-bromid mit Brom dargestellt werden:
{\displaystyle \mathrm {Hg+Br_{2}\longrightarrow HgBr_{2}} }

## Eigenschaften
Quecksilberbromid wird als Reagenz bei der Koenigs-Knorr-Methode verwendet, die zur synthetischen Herstellung von Glykosiden aus Monosaccharid-Derivaten dient.
Es dient ebenfalls zum Nachweis von Arsen, das in der Probe erst durch Reaktion mit Wasserstoff in Arsenwasserstoff umgewandelt wird und dann mit dem Quecksilberbromid reagiert:
{\displaystyle \mathrm {AsH_{3}+HgBr_{2}\longrightarrow As(HgBr_{3})+HBr} }
Das weiße Quecksilberbromid färbt sich gelb, braun oder schwarz, falls Arsen in der Probe enthalten ist.

## Sicherheitshinweise
Quecksilberbromid ist sehr giftig und schädlich für die Umwelt. Es reagiert heftig, teils explosionsartig mit Kalium und Natrium.